# Zuihicu
A zuihicu (随筆) a japán esszé műfaja, jelentése 'az ecset követése', tehát ugyanúgy „próbálkozás”, „kísérlet”, „reflexió”, mint a hagyományos nyugati esszé. Fontos műfaj a japán irodalomban, három klasszikus mesterművének Szei Sónagon Párnakönyvét (10. század), Kamo no Csómei Hódzsókiját (1212) és Josida Kenkó Curezureguszá-ját (1330, „Ráérő időben”) tartják, de jeles művelője volt a 17. századi Takuan Szóhó és a 18. századi Motoori Norinaga is, ma pedig nemcsak irodalmárok, hanem tudósok és újságírók is szívesen tesznek közzé zuihicu-„tárcákat”.